# Golddiggas, Headnodders and Pholk Songs
Golddiggas, Headnodders and Pholk Songs è il nono album in studio del gruppo musicale britannico The Beautiful South, pubblicato nel 2004.
Il disco è costituito da molte cover.

## Tracce
1. You're the One That I Want (John Travolta & Olivia Newton-John cover)
2. Livin' Thing (Electric Light Orchestra cover)
3. This Will Be Our Year (The Zombies cover)
4. Ciao! (Lush cover)
5. Valentine (Willie Nelson cover)
6. Don't Fear the Reaper (Blue Öyster Cult cover)
7. This Old Skin
8. Don't Stop Moving (S Club 7 cover)
9. Till I Can't Take It Anymore (Ben E. King cover)
10. Rebel Prince (Rufus Wainwright cover)
11. Blitzkrieg Bop (The Ramones cover)
12. I'm Stone In Love with You (The Stylistics cover)

## Formazione
Gruppo
- Paul Heaton - voce
- Dave Hemingway - voce
- Alison Wheeler - voce
- Dave Rotheray - chitarra
- Sean Welch - basso
- Dave Stead - batteria

Collaborazioni
- Damon Butcher - tastiera
- Gary Hammond - percussioni
- Chip Taylor - voce (in This Old Skin)
- Danny Thompson - contrabbasso (in Livin' Thing)
- Martin Ditcham - percussioni
- Jay Reynolds - programmazioni (in I'm Stone in Love With You)
- Simon Hale - arrangiamento archi
- The London Session Orchestra - archi